# Saison 7 de How I Met Your Mother
Chronologie
Saison 6 Saison 8
Cet article présente les épisodes de la septième saison de la série télévisée américaine How I Met Your Mother.

## Distribution

### Acteurs principaux
- Josh Radnor (VF : Xavier Béja) : Ted Mosby
- Jason Segel (VF : Didier Cherbuy) : Marshall Eriksen
- Alyson Hannigan (VF : Virginie Ledieu) : Lily Aldrin
- Cobie Smulders (VF : Valérie Nosrée) : Robin Scherbatsky
- Neil Patrick Harris (VF : François Pacôme) : Barney Stinson
- Bob Saget (VF : Jean-Claude Montalban) : Ted Mosby en 2030 (non crédité)

### Acteurs récurrents
- Martin Short[1] (VF : Olivier Destrez) : Garrison Cootes, le nouveau patron de Marshall.
- Nazanin Boniadi (VF : Chantal Baroin) : Nora, une collègue de Robin que Barney apprécie.
- Ashley Williams (VF : Murielle Naigeon) : Victoria, une ex de Ted (3 épisodes)

### Invités
- Rachel Bilson[2] : Cindy, colocataire de la future épouse de Ted.
- Kal Penn[3] (VF : Serge Faliu) : Kévin, le thérapeute et petit ami de Robin.
- Katie Holmes[4] (VF : Caroline Victoria) : La citrouille salope (épisode 8, pour Halloween, 31 octobre).
- Becki Newton (VF : Barbara Beretta) : Quinn, une strip-teaseuse dont Barney tombe amoureux[5] (fin de la saison)
- Chris Romanski (en) (VF : Philippe Bozo) : Punchy (épisode 1)
- Amber Stevens (VF : Karine Foviau) : Janet
- Weird Al Yankovic (VF : Bruno Meyere) : lui-même
- Chris Elliott (VF : Michel Dodane) : Mickey Aldrin
- Alexis Denisof (VF : Emmanuel Rausenberger) : Sandy Rivers
- Wayne Brady (VF : Christophe Peyroux) : James Stinson

## Résumé de la saison
La saison reprend là où s'était arrêtée la précédente, c'est-à-dire par un flashforward du mariage de Barney Stinson. L'identité de la mariée concernée n'est, cependant, pas révélée, puisque la narration revient très vite en 2011.
Marshall et Lily connaissent de grands bouleversements dans leur vie de couple, avec la grossesse de Lily, le choix d'un prénom et la décision de savoir le sexe de leur futur enfant. Robin, qui a réalisé qu'elle avait encore des sentiments pour Barney, s'applique à faire de son mieux pour supporter de le voir aux côtés de Nora, tout en entamant une relation sérieuse avec Kevin, son thérapeute. Après sa rupture avec Zoey, Ted se retrouve de nouveau comme le seul célibataire du groupe et repart à la recherche de sa future femme. Il recroise la route de certaines de ses anciennes conquêtes, mais sans succès. À la fin de la saison, le nom de celle qui va épouser Barney est révélé.

## Épisodes

### Épisode 1:Le Témoin
- États-Unis : 19 septembre 2011[6]
- France : 13 octobre 2012 sur NT1[7]

- États-Unis : 11 millions de téléspectateurs[8] (première diffusion)

- David Henrie (Luke, le fils de Ted)
- Lyndsy Fonseca (Penny, la fille de Ted )
- Chris Romanski (Punchy)
- Joe Nieves (Carl)
- Stefanie Black (Kelly)
- Shelli Boone (Demoiselle d'honneur)
- Anthony Wayne Skeen (Clay)
- Luka Yovetich (Nick)
- Adam Tsekhman (Parent n°1)
- Lauren Halperin (Parent n°2)
- Gerrit Goossen (Finnish Guy)
- Steve Tom (Père de Kelly)
- Vince Cefalu (Père de Punchy)

La saison commence là où elle s'était arrêtée, c'est-à-dire au mariage de Barney. Ted et lui se remémorent alors le pire mariage auquel ils aient assisté : celui de Punchy (précédé par quelques anciens mariages où Ted était chargé de faire le discours).

### Épisode 2:La Vérité nue
- États-Unis : 26 septembre 2011
- France : 13 octobre 2012 sur NT1[7]

- États-Unis : 12,22 millions de téléspectateurs[8] (première diffusion)

- Nazanin Boniadi (Nora)
- Martin Short (Garrison Cootes)
- Jimmi Simpson (Peter Durkenson)
- Ashley Williams (Victoria)
- Kallee Brookes (Sara)
- Nicole Hayden (Jessica)
- Kristen Henry King (Carol)

### Épisode 3:La Cravate-canards
- États-Unis : 3 octobre 2011
- France : 13 octobre 2012 sur NT1[7]

- États-Unis : 10,5 millions de téléspectateurs[9] (première diffusion)

- Ashley Williams (Victoria)

Le groupe se rend dans un restaurant japonais et Barney, pourtant bien incapable de manger avec des baguettes, se moque du cuisinier qui prépare le repas à leur table. Marshall le met au défi de reproduire toutes les acrobaties culinaires du chef, ce que Barney accepte, mais les conditions du pari sont extrêmes : si Barney gagne, il peut toucher les seins de Lily pendant une minute, s'il perd, il doit porter la cravate de Marshall, une cravate très voyante aux motifs de canards, pendant un an.

### Épisode 4:La Crise des missiles de Stinson
- États-Unis : 10 octobre 2011
- France : 13 octobre 2012 sur NT1[7]

- États-Unis : 10,39 millions de téléspectateurs[10] (première diffusion)

- Nazanin Boniadi (Nora)
- Kal Penn (Kevin)
- Ellen D. Williams (Patrice)
- Vicki Lewis (Dr. Sonya)
- Alexis Denisof (Sandy Rivers)
- Erica Hanrahan (serveuse)
- Tenille Houston (Tara)
- Hollie Winnard (actrice d'infopublicité)
- Jeff Probst (lui-même)
- Michelle Diaz (Haley)
- Katherine Von Till (Darcy)
- Tami Sagher (Paula)
- Tarah Paige (Kersten)

Robin est forcée de suivre une thérapie pour agression sur une jeune femme. Pour s'expliquer, elle doit revenir sur plusieurs événements : comment elle est devenue jalouse de la relation entre Nora et Barney, alors que Ted se montrait un peu trop impliqué dans la grossesse de Lily.
Robin poursuit : par amitié pour Barney, elle se retrouve à l'aider à annuler tous ses plans pour séduire une fille, mais quand une jeune femme, conquise par un des plans de Barney, se présente, Robin l'envoie vers lui. Pendant ce temps, Ted se retrouve mis sur la touche par Lily et Marshall, et a du mal à l'accepter. Quand Robin réalise la maturité dont a fait preuve Ted en acceptant de laisser Lily et Marshall gérer la grossesse de Lily seuls, elle va retrouver la jeune femme et l'agresse dans la rue avant qu'elle ne rejoigne Barney.

### Épisode 5:L'Excursion
- États-Unis : 17 octobre 2011
- France : 20 octobre 2012 sur NT1[11]

- États-Unis : 8,89 millions de téléspectateurs[12] (première diffusion)

- Martin Short (Garrison Cootes)
- Kal Penn (Kevin)
- Nazanin Boniadi (Nora)
- Jamie Denbo (Sheila)
- Jay Acovone (Vance)
- Jamie Lea Willett (Gina)
- Nick Pasqual (Will)
- Elaine Bartolone (serveuse)

### Épisode 6:Il faut que je sache!
- États-Unis : 24 octobre 2011
- France : 20 octobre 2012 sur NT1[11]

- États-Unis : 9,81 millions de téléspectateurs[13] (première diffusion)

- Kal Penn (Kevin)
- Ray Wise (Robin Sr)
- Amber Stevens (Janet)
- Eleanor Seigler (Mia)
- Rachel Sterling (Paula)
- Drew Droege (serveur)

### Épisode 7:Noretta
- États-Unis : 31 octobre 2011
- France : 20 octobre 2012 sur NT1[11]

- États-Unis : 9,79 millions de téléspectateurs[14] (première diffusion)

- Kal Penn (Kevin)
- Nazanin Boniadi (Nora)
- Weird Al Yankovic (lui-même)
- Wayne Brady (James)
- Chris Elliott (Mickey)
- Frances Conroy (Loretta)
- Bill Fagerbakke (Marvin Sr.)
- Christine Rose (Virginia)
- Riley Thomas Stewart (Barney jeune)
- Sathya Jesudasson (Mère de Kevin)
- Christiann Castellanos (Leigh)
- Vicki Lewis (Dr. Sonya)
- Amber Stevens (Janet)

### Épisode 8:Le Retour de la citrouille
- États-Unis : 7 novembre 2011
- France : 20 octobre 2012 sur NT1[11]

- États-Unis : 10,49 millions de téléspectateurs[15] (première diffusion)

- Katie Holmes (Naomi)
- Christina Pickles (Rita)
- Jack Walsh (Morris)
- Anthony Van Epperson (propriétaire du magasin)
- Misty Monroe (serveuse)
- Marlowe Peyton (enfant)
- Dylan Shea (enfant disant "Trick or Treat")

### Épisode 9:Désastre évité
- États-Unis : 14 novembre 2011
- France : 27 octobre 2012 sur NT1[11]

- États-Unis : 10,28 millions de téléspectateurs[16] (première diffusion)

- Lyndsy Fonseca (Daughter)
- David Henrie (Son)
- Kal Penn (Kevin)
- James Anthony McCarthy (Man in Fez)
- Dusan Brown (Kid)
- Bruce Gray (Yuthers)
- Teresa Castillo (Maya)

### Épisode 10:Tic, tac, tic, tac
- États-Unis : 21 novembre 2011
- France : 27 octobre 2012 sur NT1[11]

- États-Unis : 10,42 millions de téléspectateurs[17] (première diffusion)

- Kal Penn (Kevin)
- Nazanin Boniadi (Nora)
- Alexis Denisof (Sandy Rivers)
- Jerry Minor (King Charles)
- Katie Gill (Erika)
- Jacob Witkin (Père de Nora)
- Tahmus Rounds (Homme à la guitare)
- David Neher (Homme à la barbiche)
- Robin Krieger (Mère de Nora)
- Dean Chekvala (hippie)

### Épisode 11:Impairs, deux, tu l'auras
- États-Unis : 5 décembre 2011
- France : 27 octobre 2012 sur NT1[11]

- États-Unis : 10,01 millions de téléspectateurs[18] (première diffusion)

- Wayne Brady (James)
- Ernie Hudson (lui-même)
- Jai D. Rodriguez (Tom)
- Duncan Bravo (Clive)
- Victoria Geil (Anne)
- Nicole Andrews (Annie)
- Chelsea Gilligan (Annette)

### Épisode 12:Illuminations symphoniques
- États-Unis : 2 janvier 2012
- France : 27 octobre 2012 sur NT1[11]

- États-Unis : 11,51 millions de téléspectateurs[19] (première diffusion)

- Vicki Lewis (Dr. Sonya)
- Chase Ellison (Scott)
- Todd Grinnell (Insane Duane)
- Danielle Weeks (Sheila)
- Andra Nechita (Fille)
- Noah Schnacky (Fils)

- Robin est la narratrice, façon Ted Mosby.
- Cet épisode est le quatrième épisode le plus vu de toute la série.

### Épisode 13:Tête-à-tête avec mon père
- États-Unis : 16 janvier 2012
- France : 3 novembre 2012 sur NT1[20]
- Belgique :

- États-Unis : 10,14 millions de téléspectateurs[21] (première diffusion)

- Bill Faggerbakke (Marvin Sr.)
- Chris Elliott (Mickey)
- Will Sasso (Doug)
- Kal Penn (Kevin)
- Alexis Denisof (Sandy Rivers)
- Ned Rolsma
- Robert Michael Ryan

### Épisode 14:46 minutes
- États-Unis : 16 janvier 2012
- France : 3 novembre 2012 sur NT1[20]

- États-Unis : 10,08 millions de téléspectateurs[22] (première diffusion)

- Chris Elliott (Mickey)
- Dimitri Diatchenko (en) (Aryvdas)
- Kal Penn (Kevin)
- Milynn Sarley (Ferrari)
- Ptolemy Slocum (Larry)
- Matt Lasky (Butterfly Knife)

### Épisode 15:L'Apiculteur en feu
- États-Unis : 6 février 2012
- France : 3 novembre 2012 sur NT1[20]

- États-Unis : 9,98 millions de téléspectateurs (première diffusion)

- Martin Short (Garrison Cootes)
- Chris Elliott (Mickey)
- Rebecca Creskoff (Geraldine)

### Épisode 16:Le Train saoul
- États-Unis : 13 février 2012
- France : 3 novembre 2012 sur NT1[20]

- États-Unis : 9,01 millions de téléspectateurs (première diffusion)

- Becki Newton (Quinn)
- Suzie Plakson (Judy)
- Kal Penn (Kevin)
- Melissa Soso (Jenni)
- Guy Nardulli (Vinny)
- Nicole Zeoli (Lindsay)
- Lindsey Morgan (Lauren)
- Nicole Shabtai (Gina)
- Johnny Giacalone (Ronnie)
- Rachel Bloom (Wanda)
- Kim Hildago (Randi)
- Brandi Burkhardt (en) (Candice)

### Épisode 17:Pas de pression
- États-Unis : 20 février 2012
- France : 10 novembre 2012 sur NT1[20]

- États-Unis : 9,68 millions de téléspectateurs (première diffusion)

- Lyndsy Fonseca (Fille de Ted)
- David Henrie (Fils de Ted)
- Ellen D. Williams (Patrice)
- Angela Matemotja (Consuela)

### Épisode 18:Karma
- États-Unis : 27 février 2012
- France : 10 novembre 2012 sur NT1[20]

- États-Unis : 9,07 millions de téléspectateurs (première diffusion)

- Becki Newton (Quinn)
- Ellen D. Williams (Patrice)
- Milynn Sarley (Ferrari)
- Tara Holt (Chanel)
- Todd Sandler (Patron du club de strip-tease)
- Arielle Reitsma (Kismet)
- Elena Diaz (Serendipity)
- Lauren Pritchard (Serveuse)

### Épisode 19:La Mystérieuse confrérie
- États-Unis : 19 mars 2012
- France : 10 novembre 2012 sur NT1[20]

- États-Unis : 8,15 millions de téléspectateurs[23] (première diffusion)

- Becki Newton (Quinn)
- Ellen D. Williams (Patrice)

### Épisode 20:L'Heure de la trilogie a sonné!
- États-Unis : 9 avril 2012
- France : 10 novembre 2012 sur NT1[20]

- États-Unis : 8 millions de téléspectateurs[24] (première diffusion)

- Becki Newton (Quinn)
- Michael Gladis (Chester)
- Meghan Maureen McDonough (Veronica)
- Gregory Michael (Trey)

### Épisode 21:Ex aequo!
- États-Unis : 16 avril 2012
- France : 17 novembre 2012 sur NT1[20]

- États-Unis : 7,238 millions de téléspectateurs[25] (première diffusion)

- Becki Newton (Quinn)
- Alexis Denisof (Sandy Rivers)
- Marshall Manesh (Ranjit)
- Eben Ham (Pilot)
- Bryan Krasner (Gary)

### Épisode 22:Un trop plein d'amour
- États-Unis : 30 avril 2012
- France : 17 novembre 2012 sur NT1[20]

- États-Unis : 7,99 millions de téléspectateurs[26] (première diffusion)

- Becki Newton (Quinn)
- K Callan (Grandma Lois)
- Karissa Vacker (Holly)
- Bruce Gray (Yuthers)
- Todd Sandler (Darryl)
- Casey Washington (Larry)
- Cristen Irene (Robyn)
- Katy Stoll (Lizbeth)
- Mike Nojun Park (Waiter)
- Michael G. Coleman (Lou)

### Épisode 23:Le Code du magicien(1repartie)
- États-Unis : 14 mai 2012[27]
- France : 17 novembre 2012 sur NT1[20]

- États-Unis : 8,3 millions de téléspectateurs[28] (première diffusion)

- Vicki Lewis (Dr Sonya)
- Lyndsy Fonseca (Fille de Ted)
- David Henrie (Fils de Ted)
- Francesca Capaldi (Lily à 7 ans)
- Brenda Ballard (Fran)
- Max Daniels (Taxi)
- Paul Eliopoulos (Le sans-abris)
- Katie Enright (L'infirmière)
- Elliot Goldwag (Alfred)
- Mike Grief (Le chauffeur de bus)
- Bobby C. King (Le garde)
- Caine Sinclair (Joe)
- Vivian Smallwood (Leila)
- Nikki Stanley (Kate)
- Ken Takemoto (Le Chinois)

### Épisode 24:Le Code du magicien(2epartie)
- États-Unis : 14 mai 2012[27]
- France : 17 novembre 2012 sur NT1[20]

- États-Unis : 8,87 millions de téléspectateurs[28] (première diffusion)

- Becki Newton (Quinn)
- Ashley Williams (Victoria)
- Frances Conroy (Loretta Stinson)
- Renee Taylor (Mme Matsen)
- Rob Huebel (Wade Flanagan)
- Lance Barber (Garde n°1)
- Ed Alonzo (Garde n°2)
- Christopher Carroll (M. Drury)
- Kelly Connolly (Zelda)
- Peter Gannon (M. Mc Intee)